# Eishockey-Weltmeisterschaft 1967
Die 34. Eishockey-Weltmeisterschaft und 45. Eishockey-Europameisterschaft fand vom 18. bis 29. März 1967 in Österreich statt. Sämtliche Spiele wurden in Wien ausgetragen. Österreich wurde auf dem LIHG-Kongress am 10. März 1965 in Tampere als Austragungsort des WM-Turniers 1967 gewählt.

## Wahl des Austragungsortes
Die Österreicher erhielten im zweiten Wahlgang 30 Stimmen, Kanada 23 Stimmen. Die Schweiz als dritter Bewerber hatte ihren Antrag beim zweiten Wahlgang zurückgezogen.
Vorerst stand jedoch nicht fest, ob Wien Schauplatz dieser Weltmeisterschaften sein würde, denn dafür war der Bau einer zweiten Eishalle erforderlich, welche dann am Donauparkgelände errichtet wurde. Vorerst war geplant, die C-Weltmeisterschaft in Maria Enzersdorf auszutragen, wo es aber nur eine Freilufthalle gab und einer Ausnahmegenehmigung bedurft hätte. Da aber die größte Sorge wegen der A- und B-Weltmeisterschaft geklärt war (für die C-WM bestand immer noch eine Ausweichmöglichkeit), konnte der Österreichische Verband am 14. Februar 1966 die diesbezügliche Zusage erbringen. Die Baukosten dieser neuen Halle wurden mit 5 Millionen Schilling (ca. 715.000 DM) genannt, die in einem Schlüssel von 60 zu 40 zwischen der Gemeinde Wien und der Republik Österreich getragen wurden.
Am Turnier nahmen 21 Mannschaften teil, Spielstätten waren die Wiener Stadthalle sowie die Donauparkhalle im Donaupark.

### Fernseh-Übertragungen
Die TV-Übertragungen standen lange in Frage. Erst Mitte Dezember 1966 schloss der ORF einen Vertrag mit dem Internationalen Eishockeyverband ab, wonach sechs Spiele der Gruppe A und vier der Gruppe B (die Auswahl derselben blieb dem ORF überlassen) zum Preis von 100.000 Schilling bzw. 50.000 Schilling pro Spiel zugestanden wurden. Dazu wurde der ORF verpflichtet, anderen Fernsehgesellschaften, welche Spiele übertragen wollten, nicht hinderlich zu sein, was auch bedeutete, dass andere TV-Stationen die Möglichkeit hatten, ähnliche Verträge wie der ORF mit der IIHF abzuschließen.
Es gab aber nochmals Probleme: Auf Grund einer Aussendung durch den Österreichischen Rundfunk vom 22. Februar 1967 wurde mitgeteilt, dass keine TV-Übertragungen stattfinden würden, jene für Österreich seien gefährdet. Grund dafür war die Bandenwerbung. Laut Weltverbandspräsident Ahearne werden für die Schweden auch keine Radioübertragungen zugelassen. Für die Schweden machte sich die Stockholmer Zeitung »Expressen« stark, von der es hieß, sie biete 130.000 Schwedenkronen, dass die TV-Übertragungen zustande kommen. Der Londoner Korrespondent von »Expressen« verhandelte am 24. Februar 1967 mit Ahearne, der dieses Angebot akzeptierte, denn damit sollte der Internationale Eishockeyverband angeblich für die durch den Ausfall der Reklamen erlittenen finanziellen Verluste entschädigt sein.

### Sportliche Aspekte
Für dieses Jahr wurde (im Nachhinein) die Auf- und Abstiegsregelung zwischen den WM-Gruppen teilweise ausgesetzt, da im kommenden Jahr die WM wieder im Rahmen des Eishockeyturniers bei den Olympischen Winterspielen ausgetragen wurde. Allerdings wurden zwei Absteiger in der B-Gruppe, entscheidend für die WM 1969, ermittelt. Im Gegenzug gab es jedoch keine Aufsteiger in die B-Gruppe, da die IIHF für die WM 1969 eine Reduzierung der A-Gruppe auf sechs Teams beschlossen hatte. Die Zusammensetzung der A-Gruppe 1969 sollte erst im Zuge des kommenden Olympiaturniers (die ersten Sechs) ermittelt werden. Die Platzierungen in allen Gruppen dieser WM waren zudem ausschlaggebend für die Teilnahmeberechtigung am Olympiaturnier (es durften nur 14 Teams teilnehmen, darunter Gastgeber Frankreich). Um im Hinblick auf die Qualifikation zur A-WM 1969 bei der K.O.-Ausscheidungsrunde des Olympiaturniers Überraschungen zu vermeiden, waren die ersten Fünf der diesjährigen WM direkt für die Medaillenrunde des Olympiaturniers qualifiziert.
Von der Aussetzung der Auf- und Abstiegsregelung profitierte besonders das bundesdeutsche Team, das ansonsten als A-Gruppen-Letzter in diesem Jahr abgestiegen wäre. Es konnte allerdings ein Jahr später bei Olympia die Klasse trotzdem nicht halten.
Die mittlerweile seit 1963 andauernde Dominanz der UdSSR fand auch bei diesem Turnier ihre Fortsetzung. Sieben Siege in sieben Spielen bei durchschnittlich acht Toren pro Partie bedeuteten letztendlich einen ungefährdeten Sieg vor den Schweden und Kanada. Die Nordeuropäer, denen die Neuregelung zugutekam, dass bei Punktgleichheit der direkte Vergleich anstelle des Torverhältnisses den Ausschlag gab, feierten damit ihre beste WM-Platzierung seit drei Jahren. Für die nunmehr seit vier Jahren bei Weltmeisterschaften und Olympiaturnieren ungeschlagene „Sbornaja“ war dies der insgesamt siebte WM- und zehnte EM-Titel.
Nicht an die guten Leistungen der Vorjahre anknüpfen konnte das DDR-Team, das diesmal nur Siebter wurde, jedoch mit dem deutlichen 8:1-Sieg über die Bundesrepublik zumindest einen großen Prestige-Erfolg erringen konnte. Bitter verlief die Weltmeisterschaft für die Schweizer, die drei Jahre nach ihrem Abstieg aus der A-Gruppe nun den Weg in die Drittklassigkeit antreten mussten.
Die Spiele der A-Gruppe fanden bis auf das zwischen der DDR und Kanada in der Wiener Stadthalle statt. Dieses Spiel und die Vergleiche der B- und C-Gruppe wurden in der Donaupark-Halle, ebenfalls in Wien ausgetragen.

## Eröffnung
Die Eröffnung wurde durch den österreichischen Bundespräsidenten Franz Jonas vorgenommen, unter den Ehrengästen befanden sich zwei österreichische Minister (Theodor Piffl-Perčević und Georg Prader) sowie diplomatische Vertreter der teilnehmenden Länder.

## Zwischenfall
Einen Zwischenfall gab es beim innerdeutschen Duell, als nach dem Match beim Abspielen für die siegreiche DDR deren Hymne beim Publikum einen Proteststurm auslöste, Pfiffe durch die Halle gellten und einige Schlachtenbummler das »Deutschlandlied« anstimmten. Allerdings wurden auch Beifallsrufe laut, nämlich von Fans aus der Sowjetunion und der ČSSR, welche schon während des Matches die DDR-Equipe angefeuert hatten. Der deutsche Botschafter war zehn Minuten vor Spielschluss gegangen, die bundesdeutsche Mannschaft musste die Hymne in sportlicher Haltung anhören, da bei einer anderen Reaktion eine Sperre bis zu 14 Monaten möglich war. Es war die erste Gelegenheit gewesen, bei der in Österreich offiziell die DDR-Fahne gehisst und die Hymne »Auferstanden aus Ruinen« vorgetragen wurde.

## A-Weltmeisterschaft
in Wien, Österreich

### Spiele
| 18. März 1967 10:00 Uhr | UdSSR Alexander Almetow (1:04) Wjatscheslaw Starschinow (9:04) Wiktor Kuskin (28:52) Wiktor Polupanow (29:49) Anatoli Firsow (34:41, 40:44) Alexander Almetow (45:21) Wiktor Jaroslawzew (52:03) | 8:2 (2:0, 3:1, 3:1) Spielbericht | Finnland Lasse Oksanen (28:18) Pekka Kuusisto (43:41) | Stadthalle, Wien |

| 18. März 1967 14:00 Uhr | Tschechoslowakei Jan Havel (1:09) Jozef Golonka (12:46) Jan Havel (18:20) Ivan Grandtner (34:19) Stanislav Prýl (50:41) Jiří Holík (53:38) | 6:2 (3:0, 1:2, 2:0) Spielbericht | BR Deutschland Peter Lax (26:07) Willi Leitner (29:05) | Stadthalle, Wien Zuschauer: 4.000 |

| 18. März 1967 15:00 Uhr | Kanada Marshall Johnston (0:37) Bill McMillan (18:02) Adolph Tambellini (21:46) Morris Mott (36:42) Ted Hargreaves (41:36) Adolph Tambellini (45:02) | 6:3 (2:1, 2:0, 2:2) Spielbericht | DDR Dieter Kraatzsch (13:50) Bernd Karrenbauer (40:09) Bernd Hiller (52:46) | Donauparkhalle, Wien |

| 18. März 1967 17:00 Uhr | Schweden Nils Nilsson (3:54) Roland Stoltz (18:41) Nils Nilsson (24:53) | 3:4 (2:2, 1:1, 0:1) Spielbericht | USA Terry Casey (15:12) Leonhard Lilyholm (16:41) Tom Hurley (29:16) Marty Howe (49:22) | Stadthalle, Wien |

| 19. März 1967 14:00 Uhr | UdSSR Weniamin Alexandrow (3:33, 6:23) Alexander Ragulin (15:25) Alexander Almetow (34:19) Wladimir Wikulow (37:44) Alexander Ragulin (55:01) Wjatscheslaw Starschinow (58:10) | 7:2 (3:0, 2:0, 2:2) Spielbericht | USA Donald Ross (51:31) Doug Woog (53:01) | Stadthalle, Wien |

| 19. März 1967 17:00 Uhr | Kanada Fran Huck (11:29) Adolph Tambellini (15:11) Jean Cusson (36:30) Adolph Tambellini (45:05) Roger Bourbonnais (51:44) | 5:1 (2:1, 1:0, 2:0) Spielbericht | Finnland Reijo Hakanen (4:49) | Stadthalle, Wien |

| 20. März 1967 14:00 Uhr | Tschechoslowakei Stanislav Prýl (2:20) Jan Havel (17:43) Jaroslav Holík (19:10) Jan Havel (24:16) Jozef Golonka (31:45) Jiří Holík (45:31) | 6:0 (3:0, 2:0, 1:0) Spielbericht | DDR | Stadthalle, Wien |

| 20. März 1967 20:30 Uhr | Schweden Lars-Göran Nilsson (20:48) Carl-Göran Öberg (47:58, 58:41) | 3:1 (0:0, 1:0, 2:1) Spielbericht | BR Deutschland Peter Lax (51:48) | Stadthalle, Wien |

| 21. März 1967 10:00 Uhr | UdSSR Wiktor Polupanow (3:33) Wladimir Wikulow (8:56) Wjatscheslaw Starschinow (10:43) Wiktor Polupanow (22:01, 27:07) Anatoli Firsow (27:31) Wiktor Jakuschew (35:47) Weniamin Alexandrow (45:47) Anatoli Firsow (49:54) Boris Majorow (52:01) Wiktor Polupanow (53:35) Alexander Almetow (55:11) | 12:0 (3:0, 4:0, 5:0) Spielbericht | DDR | Stadthalle, Wien |

| 21. März 1967 14:00 Uhr | Schweden Ulf Sterner (28:36) Carl-Göran Öberg (36:11) Hans Lindberg (39:00) Folke Bengtsson (55:07) Ulf Sterner (55:39) | 5:1 (0:1, 3:0, 2:0) Spielbericht | Finnland Pekka Kuusisto (15:47) | Stadthalle, Wien |

| 21. März 1967 17:00 Uhr | Kanada Roger Bourbonnais (1:03) Carl Brewer (8:50) Jean Cusson (12:19) Marshall Johnston (13:05) Bill MacMillan (16:55) Jean Cusson (23:31) Ted Hargreaves (36:18) Fran Huck (37:44, 42:11) Gary Dineen (44:49) Adolph Tambellini (45:06) Morris Mott (46:10) Fran Huck (51:01) | 13:1 (5:0, 3:0, 5:1) Spielbericht | BR Deutschland Kurt Schloder (51:45) | Stadthalle, Wien |

| 21. März 1967 20:30 Uhr | Tschechoslowakei Josef Černý (6:05) Jiří Holík (14:33) Jan Havel (19:12) Jaroslav Jiřík1 (25:51) Stanislav Prýl (42:42) Jaroslav Holík (46:48) Jaroslav Jiřík (49:45) Oldřich Machač (57:31) | 8:3 (3:0, 1:2, 4:1) Spielbericht | USA Craig Falkman (20:44) Donald Ross (32:16) Marty Howe (44:14) | Stadthalle, Wien |

1 – Nach anderer Quelle wurde Jiří Holík als Torschütze genannt.
| 23. März 1967 10:00 Uhr | Tschechoslowakei Jozef Golonka (20:13) | 1:3 (0:3, 1:0, 0:0) Spielbericht | Finnland Pekka Kuusisto (12:51) Juhani Wahlsten (18:33, 15:36) | Stadthalle, Wien Zuschauer: 7.000 |

| 23. März 1967 14:00 Uhr | Schweden Ronald Pettersson (12:42) Arne Carlsson (14:17) Folke Bengtsson (26:10) Björn Palmqvist (27:03) Hans Lindberg (28:28, 33:45) Folke Bengtsson (36:03) Björn Palmqvist (49:14) | 8:2 (2:1, 5:1, 1:0) Spielbericht | DDR Dieter Kraatzsch (8:09) Rüdiger Noack (37:23) | Stadthalle, Wien |

| 23. März 1967 17:00 Uhr | UdSSR Wiktor Kuskin (1:38) Wiktor Polupanow (2:51) Weniamin Alexandrow (8:40) Wiktor Polupanow (21:33) Wladimir Wikulow (21:57, 26:33) Anatoli Firsow (26:46) Wiktor Polupanow (31:47) Weniamin Alexandrow (32:58, 38:05) Wiktor Polupanow (40:11) Weniamin Alexandrow (41:44) Boris Majorow (43:30) Anatoli Firsow (46:06, 49:38) Alexander Almetow (55:57) | 16:1 (3:1, 7:0, 6:0) Spielbericht | BR Deutschland Kurt Schloder (14:02) | Stadthalle, Wien |

| 23. März 1967 20:30 Uhr | Kanada Morris Mott (40:39, 52:17) | 2:1 (0:0, 0:1, 2:0) | USA Craig Falkman (23:37) | Stadthalle, Wien |

| 25. März 1967 10:00 Uhr | USA | 0:0 (0:0, 0:0, 0:0) Spielbericht | DDR | Stadthalle, Wien |

| 25. März 1967 14:00 Uhr | Finnland Jorma Peltonen (0:23) Pekka Marjamäki (39:49) | 2:2 (1:0, 1:2, 0:0) | BR Deutschland Kurt Schloder (22:59) Horst Ludwig (37:06) | Stadthalle, Wien |

| 25. März 1967 17:00 Uhr | UdSSR Alexander Almetow (3:09) Wiktor Polupanow (7:54) Anatoli Firsow (15:59) Wiktor Jakuschew (24:45) Alexander Almetow (33:35, 37:13) Wladimir Wikulow (42:54) Anatoli Firsow (47:14) Wladimir Wikulow (57:12) | 9:1 (3:0, 3:1, 3:0) | Schweden Gert Blomé (37:00) | Stadthalle, Wien Zuschauer: 13.000 |

| 25. März 1967 20:30 Uhr | Tschechoslowakei Jaroslav Jiřík (46:34) | 1:1 (0:0, 0:1, 1:0) | Kanada Bill McMillan (35:54) | Stadthalle, Wien Zuschauer: 13.000 |

| 26. März 1967 17:00 Uhr | USA Gerry Melnychuk (11:31) Craig Falkman (26:41) | 2:0 (1:0, 1:0, 0:0) Spielbericht | Finnland | Stadthalle, Wien |

| 26. März 1967 20:30 Uhr | DDR Joachim Ziesche (0:40) Peter Prusa (11:17) Joachim Ziesche (20:24) Bernd Karrenbauer (23:29) Bernd Hiller (38:19) Bernd Hiller1 (51:06) Frank Braun (55:28) Peter Prusa (56:48) | 8:1 (2:0, 3:0, 3:1) Spielbericht | BR Deutschland Horst Ludwig (47:36, Penalty) | Stadthalle, Wien |

1 – Nach anderer Quelle wurde Joachim Ziesche als Torschütze genannt.
| 27. März 1967 17:00 Uhr | Tschechoslowakei František Pospíšil (5:37, 6:13) Václav Nedomanský (7:10) Jan Havel (13:42) Jozef Golonka (57:17) | 5:5 (4:2, 0:1, 1:2) Spielbericht | Schweden Carl-Göran Öberg (5:13) Björn Palmqvist (18:04) Leif Henriksson (32:43) Hans Lindberg (41:48) Nils Johansson (53:48) | Stadthalle, Wien Zuschauer: 13.000 |

| 27. März 1967 20:30 Uhr | UdSSR Anatoli Firsow (29:32) Wjatscheslaw Starschinow (50:36) | 2:1 (0:1, 1:0, 1:0) Spielbericht | Kanada Fran Huck (5:35) | Stadthalle, Wien Zuschauer: 13.000 |

| 28. März 1967 14:00 Uhr | Finnland Kari Johansson (1:20) Juhani Wahlsten (2:35, 13:20) Lasse Oksanen (16:15) Matti Keinonen (22:17) | 5:1 (4:1, 1:0, 0:0) Spielbericht | DDR Bernd Poindl (10:36) | Stadthalle, Wien |

| 28. März 1967 17:00 Uhr | USA Marty Howe (10:34) Marshall Tschida (15:03) Leonhard Lilyholm (15:20) Gerry Melnychuk (17:02) Craig Falkman (30:18) Arthur Miller (32:37) Terry Casey (33:22) Gerry Melnychuk (53:17) | 8:3 (4:0, 3:1, 1:2) Spielbericht | BR Deutschland Peter Lax (36:09) Sepp Reif (41:38) Heinz Weisenbach (58:17) | Stadthalle, Wien |

| 29. März 1967 14:00 Uhr | Schweden Stig-Göran Johansson (12:57, 17:09) Folke Bengtsson (18:34, 36:571, 37:11) Björn Palmqvist (40:10) | 6:0 (3:0, 2:0, 1:0) Spielbericht | Kanada | Stadthalle, Wien |

1 – Nach anderer Quelle wurde Carl-Göran Öberg als Torschütze genannt
| 29. März 1967 17:00 Uhr | UdSSR Oleg Saizew (10:13) Wiktor Polupanow (25:32) Anatoli Firsow (44:13) Wiktor Jakuschew (46:31) | 4:2 (1:1, 1:0, 2:1) Spielbericht | Tschechoslowakei Jozef Golonka (9:55) Jaroslav Jiřík (41:27) | Stadthalle, Wien |

### Abschlusstabelle der A-WM
| Pl. |                  | Sp | S | U | N | Tore  | Diff | Punkte |
| 1.  | UdSSR            | 7  | 7 | 0 | 0 | 58:09 | +49  | 14:0   |
| 2.  | Schweden1        | 7  | 4 | 1 | 2 | 31:22 | +9   | 09:05  |
| 3.  | Kanada1          | 7  | 4 | 1 | 2 | 28:15 | +13  | 09:05  |
| 4.  | Tschechoslowakei | 7  | 3 | 2 | 2 | 29:18 | +11  | 08:06  |
| 5.  | USA              | 7  | 3 | 1 | 3 | 20:23 | −3   | 07:07  |
| 6.  | Finnland         | 7  | 2 | 1 | 4 | 14:24 | −10  | 05:09  |
| 7.  | DDR              | 7  | 1 | 1 | 5 | 14:38 | −24  | 03:11  |
| 8.  | BR Deutschland   | 7  | 0 | 1 | 6 | 11:56 | −45  | 01:13  |

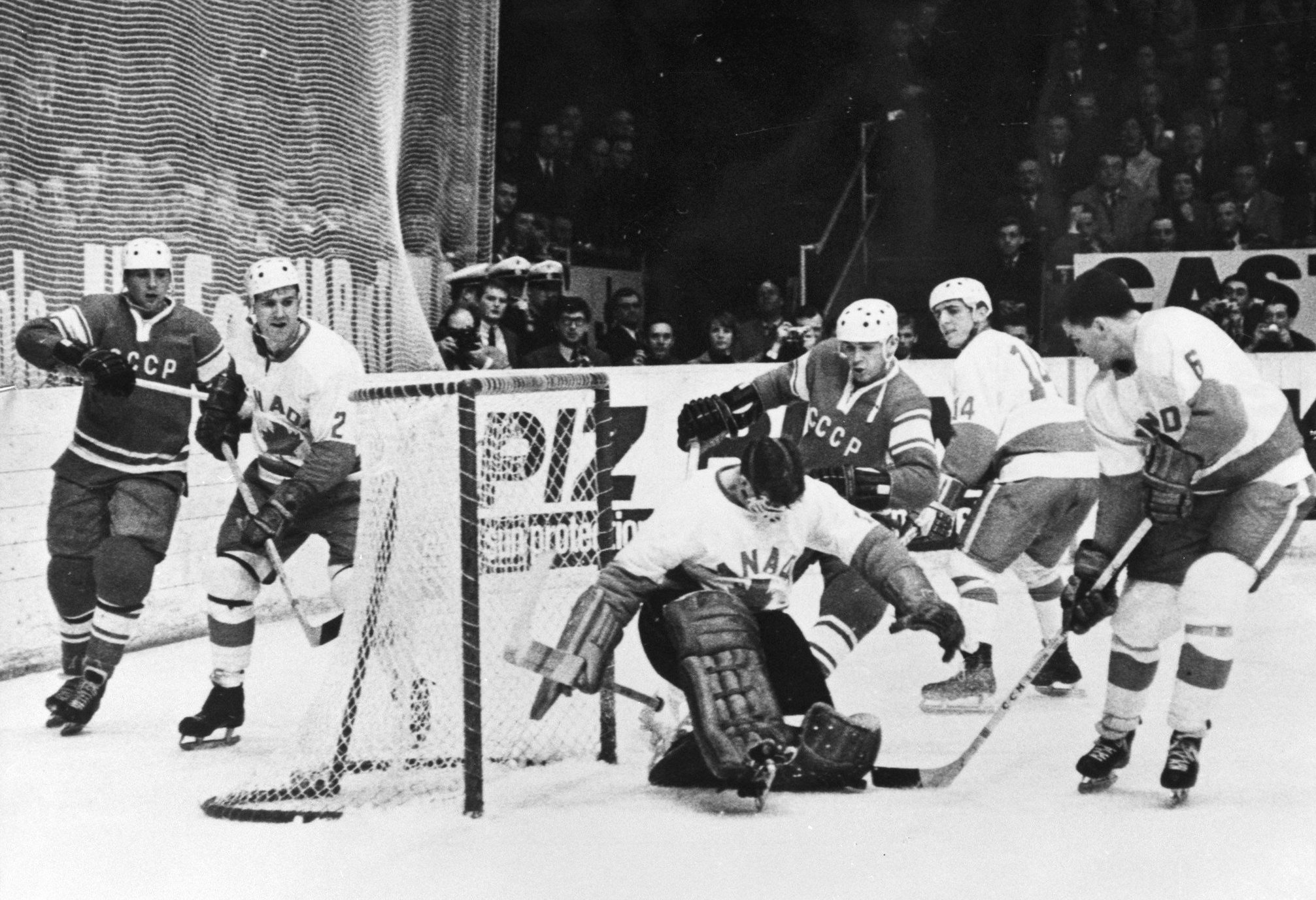
Spielszene aus der Partie UdSSR gegen Kanada

Anm: 1 Die LIHG hatte beschlossen, dass bei dieser WM bei Punktgleichheit zweier Mannschaften zunächst der direkte Vergleich entschiede. Erst wenn dieser unentschieden ausginge oder mehr als zwei Mannschaften punktgleich wären, würde die Tordifferenz bzw. das Torverhältnis wie bislang entschieden haben.

### Auf- und Absteiger
| Auf- und Abstiegsregelung:                          | aufgrund des olympischen Eishockeyturniers 1968 in der A-Gruppe keine Auf- und Abstiegsregelung |
| qualifiziert für die olympische Finalrunde:         | UdSSR, Schweden, Kanada, Tschechoslowakei, USA                                                  |
| qualifiziert für die olympische Ausscheidungsrunde: | Finnland, DDR, BR Deutschland                                                                   |

### Beste Scorer
Abkürzungen: Sp = Spiele, T = Tore, V = Assists, Pkt = Punkte, Fett: Turnierbestwert
| Spieler             | Team             | Sp | T  | V  | Pkt |
| ------------------- | ---------------- | -- | -- | -- | --- |
| Anatoli Firsow      | Sowjetunion      | 7  | 11 | 11 | 22  |
| Wiktor Polupanow    | Sowjetunion      | 7  | 11 | 8  | 19  |
| Alexander Almetow   | Sowjetunion      | 7  | 8  | 7  | 15  |
| Weniamin Alexandrow | Sowjetunion      | 7  | 7  | 7  | 14  |
| Jozef Golonka       | Tschechoslowakei | 7  | 4  | 7  | 11  |
| Wladimir Wikulow    | Sowjetunion      | 7  | 6  | 5  | 11  |
| Fran Huck           | Kanada           | 7  | 5  | 6  | 11  |
| Jan Havel           | Tschechoslowakei | 7  | 6  | 3  | 9   |
| Jaroslav Holík      | Tschechoslowakei | 7  | 2  | 7  | 9   |
| Jaroslav Jiřík      | Tschechoslowakei | 7  | 5  | 3  | 8   |

### Abschlussplatzierung der EM
Im Gegensatz zu der offiziellen Version wird in einigen neueren Statistiken Finnland als Europadritter geführt. Diese Angaben stützen sich auf das ursprünglich erst 1969 eingeführte Reglement, wonach anhand der Vergleiche der europäischen Mannschaften untereinander eine eigene EM-Tabelle erstellt wurde. Seit 1999 werden diese Kriterien auch rückwirkend für die seit 1961 ausgetragenen „reinen“ Weltmeisterschaften herangezogen. Der Vollständigkeit halber wird hier auch eine EM-Punktetabelle aufgeführt.
| Pl. | Team             |
| --- | ---------------- |
| 1   | UdSSR            |
| 2   | Schweden         |
| 3   | Tschechoslowakei |
| 4   | Finnland         |
| 5   | DDR              |
| 6   | BR Deutschland   |

| Pl. |                   | Sp | S | U | N | Tore  | Diff | Punkte |
| 1   | Sowjetunion       | 5  | 5 | 0 | 0 | 49:06 | +43  | 10:0   |
| 2   | Schweden          | 5  | 3 | 1 | 1 | 22:18 | +4   | 7:3    |
| 3   | Finnland2         | 5  | 2 | 1 | 2 | 13:17 | −4   | 5:5    |
| 4   | Tschechoslowakei2 | 5  | 2 | 1 | 2 | 20:14 | +6   | 5:5    |
| 5   | DDR               | 5  | 1 | 0 | 4 | 11:32 | −21  | 2:8    |
| 6   | BR Deutschland    | 5  | 0 | 1 | 4 | 07:35 | −28  | 1:9    |

Anm: 2 Die LIHG hatte beschlossen, dass bei dieser EM bei Punktgleichheit zweier Mannschaften zunächst der direkte Vergleich entschiede. Erst wenn dieser unentschieden ausginge oder mehr als zwei Mannschaften punktgleich wären, würde die Tordifferenz bzw. das Torverhältnis wie bislang entschieden haben.

## B-Weltmeisterschaft
in Wien, Österreich

### Spiele
| 18. März 1967 | Jugoslawien Rudi Hiti (2:00) Franc Smolej (15:56) Viktor Tišler (23:13) Franc Smolej (28:05) Viktor Tišler (32:42) Franc Smolej (59:15) | 6:6 (2:1, 3:0, 1:5) | Ungarn Peter Bikar (19:51) Zoltán Horváth (41:33) Peter Bikar (45:21) Zoltán Horváth (45:55, 51:02, 56:53) | Donauparkhalle, Wien |

| 18. März 1967 | Polen Józef Stefaniak (22:36, 27:25) Andrzej Źurawski (58:25) | 3:1 (0:0,2:0,1:1) | Norwegen Olav Dalsøren (41:51) | Donauparkhalle, Wien |

| 18. März 1967 | Rumänien Ștefan Ionescu (8:33) Anton Biró (12:05) Iulius Szabo (17:38) Geza Szabo (18:04) Iulian Florescu (26:24) Anton Biro (48:25) Iulian Florescu (50:51) | 7:2 (4:0, 1:0, 2:2) | Schweiz Ueli Lüthi (41:15, 57:23) | Donauparkhalle, Wien |

| 18. März 1967 | Österreich Horst Kalt (7:09) Adolf Bächler (11:46) | 2:4 (2:2, 0:2, 0:0) | Italien Enrico Benedetti (16:50) Edmondo Rabanser (18:18) Gianfranco Da Rin (26:29) Giovanni Mastel (26:34) | Stadthalle, Wien |

| 20. März 1967 | Polen Andrzej Źurawski (17:42) Stanisław Fryźlewicz (19:30) Andrzej Fonfara (47:44) | 3:3 (2:0, 0:2, 1:1) | Jugoslawien Roman Smolej (35:11) Janez Mlakar (35:57) Roman Smolej (49:54) | Donauparkhalle, Wien |

| 20. März 1967 | Rumänien Dezideriu Varga (1.12) Geza Szabo (4.29) Valentin Ștefanov (13:45) Dezideriu Varga (16:46) Alexandru Calamar (29:02, 34:15) Dezideriu Varga (58:45) | 7:2 (4:1, 2:0, 1:1) | Italien Alberto da Rin (15:52) Giovanni Mastel (54:55) | Donauparkhalle, Wien |

| 20. März 1967 | Norwegen Arne Mikkelsen (4:23) Bjørn Johansen (10:20) Svein Haagensen (19:16) Bjørn Johansen (25:53) Odd Syversen (27:05) | 5:2 (3:0, 2:1, 0:1) | Schweiz Heinz Lüthi (21:31) Ueli Lüthi (52:04) | Donauparkhalle, Wien |

| 20. März 1967 | Österreich Josef Puschnig (6:23, 13:47) Klaus Weingärtner (39:18) Dieter Kalt (48:38) Heinz Schupp (55:50) | 5:4 (2:1, 1:2, 2:1) | Ungarn Zoltan Horváth (8:27) Peter Bikar (29:51) Attila Balint (35:32) János Pöth (44:41) | Stadthalle, Wien |

| 21. März 1967 | Polen Józef Manowski (6:53) Karol Fonfara (9:23) Eugeniusz Nowak (18:32) Józef Stefaniak (30:54) Karol Fonfara (31:32, 39:23) Tadeusz Kilanowicz (40:43) | 7:3 (3:1, 3:1, 1:1) | Ungarn Gábor Boróczi (8:16) Attila Balint (31:14) Árpád Bánkuti (57:49) | Donauparkhalle, Wien |

| 21. März 1967 | Österreich Josef Puschnig (6:20) Eduard Mössmer (8:34) Klaus Kirchbaumer (21:25) | 3:8 (2:3, 1:3, 0:2) | Jugoslawien Franc Smolej (0:17) Roman Smolej (15:54, 16:05) Jože Bogomir Jan (22:59) Viktor Tišler (30:09) Jože Bogomir Jan (38:02) Janez Mlakar (46:46) Franc Smolej (57:21) | Donauparkhalle, Wien |

| 21. März 1967 | Rumänien Dezideriu Varga (17:24) Iulius Szabo (21:04) Zoltan Făgăraș (31.13) | 3:2 (1:0, 2:0, 0:2) | Norwegen Odd Syversen (40:50) Svein Hågensen (49:11) | Donauparkhalle, Wien |

| 21. März 1967 | Schweiz Bernard Giroud (1:22) Michel Turler (6:13) Ueli Lüthi (38:30) Gaston Furrer (50:00) Michel Turler (52:41) | 5:7 (2:3, 1:3, 2:1) | Italien Hans Piccolruaz (2:44) Alberto da Rin (3:11) Hans Piccolruaz (5:54) Alberto da Rin (22:08) Isidoro Alverà (30:34) Giovanni Mastel (37:52) Edmondo Rabanser (44:27) | Donauparkhalle, Wien |

| 23. März 1967 | Rumänien Geza Szabo (15:26) Alexandru Calamar (16:07) Geza Szabo (34:34) Valentin Ștefanov (41:27) Geza Szabo (50:30) | 5:2 (2:1, 1:0, 2:1) | Ungarn Árpád Bánkuti (2:22) Zoltan Horváth (54:03) | Donauparkhalle, Wien |

| 23. März 1967 | Jugoslawien Roman Smolej (2:09) Jože Bogomir Jan (16:40) Ivo Rataj (27:19) Roman Smolej (58:59) | 4:2 (2:0, 1:2, 1:0) | Italien Alberto da Rin (24:45) Edmondo Rabanser (25:26) | Donauparkhalle, Wien |

| 23. März 1967 | Polen Krzystof Białynicki-Birula (13:38) Andrzej Fonfara (21:08) Eugeniusz Nowak (28:49) Hubert Sitko (33:46) Karol Fonfara (34:02) Józef Manowski (54:30, 59:35) | 7:1 (1:1, 4:0, 2:0) | Schweiz Michel Turler (6:52) | Donauparkhalle, Wien |

| 23. März 1967 | Österreich Walter Znenahlik (51:56) Gerd Schager (56:04) | 2:5 (0:0, 0:1, 2:4) | Norwegen Olav Dalsøren (36:21) Odd Syversen (41:25) Christian Petersen (52:11) Trygve Bergeid (53:55) Per-Skjerwen Olsen (54:20) | Donauparkhalle, Wien |

| 25. März 1967 | Ungarn János Ziegler (8:48) Jószef Palotas (11:27) Zoltan Horváth (17:04) Gábor Boróczi (39:40) | 4:4 (3:2, 1:1, 0:1) | Italien Paolo Bernardi (5:29) Alberto da Rin (9:40) Giuseppe Lorenzi (37:38) Paolo Bernardi (55:00) | Donauparkhalle, Wien |

| 25. März 1967 | Rumänien Iuliu Szabo (4:22) Geza Szabo (27:24) Anton Biró (42:46) | 3:3 (1:0, 1:1, 1:2) | Polen Andrzej Fonfara (27:55) Krzystof Białynicki-Birula (56:20) Andrzej Fonfara (59:37) | Donauparkhalle, Wien |

| 25. März 1967 | Norwegen Olav Dalsøren (3:58) Terje Nyhaug (6:21) Svein Haagensen (17:28, 18:47) Odd Syversen (20:47) Svein Haagensen (33:48) Per Holter (44:46) Steinar Bjolbakk (51:20) Einar Bruno Larsen (51:44) | 9:2 (4:0, 2:1, 3:1) | Jugoslawien Franc Smolej (27:27, 49:55) | Donauparkhalle, Wien |

| 25. März 1967 | Österreich Walter Znenahlik (2:39) Josef Puschnig (7:40) Adolf Bächler (8:01) Josef Puschnig (36:05, 52:37) | 5:2 (3:2, 1:0, 1:0) | Schweiz Peter Lüthi (9:40) Gaston Furrer (18:23) | Donauparkhalle, Wien |

| 27. März 1967 | Norwegen Bjørn Johansen (9:25) Terje Nyhaug (13:13) Per Holter (19:46) Steinar Bjølbakk (44:14) Thor Marthinsen (58:01) Svein Hågensen (58:25) | 6:5 (3:3, 0:2, 3:0) | Ungarn Viktor Zsitva (1:11, 3:05) Zoltan Horváth (10:23, 27:55) Viktor Zsitva (21:26) | Donauparkhalle, Wien |

| 27. März 1967 | Polen Wlodzimierz Komorski (6:33) Józef Manowski (58:08) | 2:0 (1:0, 0:0, 1:0) | Italien | Donauparkhalle, Wien |

| 27. März 1967 | Jugoslawien Slavko Beravs (1:15) Jože Bogomir Jan (9:23) Roman Smolej (46:22) | 3:3 (2:1, 0:2, 1:0) | Schweiz Peter Lüthi (4:10) Ueli Lüthi (21:32) Michel Turler (38:52) | Donauparkhalle, Wien |

| 27. März 1967 | Österreich Gerhard Felfernig (44:34) Dieter Kalt (56:16, 56:53) Gerhard Felfernig (59:37) | 4:4 (0:1, 0:3, 4:0) | Rumänien Eduard Pană (14:08) Ștefan Ionescu (24:00) Anton Biró (24:10) Iulian Florescu (33:34) | Donauparkhalle, Wien |

| 28. März 1967 | Norwegen Svein Hågensen (10:31) Per-Skjerwen Olsen (12:22) Olav Dalsøren (23:16) Svein-Norman Hansen (31:40) Per Holter (35:56) Einar Bruno Larsen (51:04) Svein Hågensen (53:47) | 7:4 (2:0, 3:2, 2:2) | Italien Alberto da Rin (29:55) Giovanni Mastel (32:29) Enrico Benedetti (42:39) Edmondo Rabanser (58:01) | Donauparkhalle, Wien |

| 28. März 1967 | Schweiz Gerhard Wittwer (4:16) Claude Henry (14:56) Michel Turler (16:28) Walter Wittwer (17:19) Claude Henry (28:09) Daniel Piller (32:07) Peter Kradolfer (33:53) | 7:3 (4:0, 3:1, 0:2) | Ungarn Peter Bikar (36:52) Gábor Boróczi (46:06) János Pöth (48:46) | Donauparkhalle, Wien |

| 28. März 1967 | Rumänien Anton Biró (11:18) Iulius Szabo (18:29) Dezideriu Varga (24:47) Valentin Ștefanov (34:50) Geza Szabo (41:34) | 5:3 (2:0, 2:2, 1:1) | Jugoslawien Rudi Hiti (31:36) Roman Smolej (36:49) Janez Mlakar (42:24) | Donauparkhalle, Wien |

| 28. März 1967 | Österreich Dieter Kalt (19:40) Gerhard Felfernig (39:20) | 2:7 (1:0, 1:2, 0:5) | Polen Sylwester Wilczek (33:18) Eugeniusz Nowak (38:30, 48:45) Andrzej Fonfara (49:40) Józef Manowski (55:48) Krzysztof Białynicki-Birula (55:58) Andrzej Fonfara (59:57) | Donauparkhalle, Wien |

### Abschlusstabelle der B-WM
| Pl. | Mannschaft  | Sp | S | U | N | Tore  | Diff. | Punkte |
| 1   | Polen       | 7  | 5 | 2 | 0 | 32:13 | +19   | 12:2   |
| 2   | Rumänien    | 7  | 5 | 2 | 0 | 34:18 | +16   | 12:2   |
| 3   | Norwegen    | 7  | 5 | 0 | 2 | 35:21 | +14   | 10:4   |
| 4   | Jugoslawien | 7  | 2 | 3 | 2 | 29:31 | −2    | 7:7    |
| 5   | Italien     | 7  | 2 | 1 | 4 | 23:31 | −8    | 5:9    |
| 6   | Österreich  | 7  | 2 | 1 | 4 | 23:34 | −11   | 5:9    |
| 7   | Schweiz     | 7  | 1 | 1 | 5 | 22:37 | −15   | 3:11   |
| 8   | Ungarn      | 7  | 0 | 2 | 5 | 27:40 | −13   | 2:12   |

### Auf- und Absteiger
| B-Weltmeister 1967:          | Polen |
| Aufsteiger in die A-Gruppe:  | aufgrund des olympischen Eishockeyturniers 1968 zwischen A- und B-Gruppe keine Auf- und Abstiegsregelung |
| Absteiger aus der A-Gruppe:  | aufgrund des olympischen Eishockeyturniers 1968 zwischen A- und B-Gruppe keine Auf- und Abstiegsregelung |
| Absteiger in die C-Gruppe:   | Ungarn (gültig für die WM 1969), Schweiz (gültig für die WM 1969) |
| Aufsteiger aus der C-Gruppe: | keine (gültig für die WM 1969) |
| qualifiziert für Olympia:    | Polen (verzichtete), Rumänien (Ausscheidungsrunde), Norwegen (Ausscheidungsrunde), Jugoslawien (Nachrücker für Polen, Ausscheidungsrunde), Italien (verzichtete), Österreich (Nachrücker für Italien, Platzierungsrunde) |

## C-Weltmeisterschaft

### Spiele
| 19. März 1967 | Bulgarien Kiril Gerassimow (1:04) Pavel Lesev (1:54) Iwajlo Kalew (13:54) Kiril Gerassimow (31:17) Iwajlo Kalew (32:12) Zheljasko Botev (32:33) Nedko Nedjalkov (34:51) Kiril Gerassimow (40:28) Nedko Nikolov (48:31) Zheljasko Botev (49:46) | 10:3 (3:2, 4:0, 3:1) | Niederlande Wil Ooms (8:33, 8:48) Ruud Bakker (42:58) | Donauparkhalle, Wien |

| 19. März 1967 | Japan Hideaki Kurokawa (4:35, 5:35, 18:49, 23:24) Kazuo Matsuda (35:49, 37:38) Takaaki Kaneiri (40:17) Yasufumi Tanno (43:37) Kazuo Matsuda (45:59) Hideaki Kurokawa (51:08) Kiyotaka Kaneiri (59:44) | 11:2 (3:0, 3:1, 5:1) | Dänemark Niels Schack (23:55) Henrik Fabricius (52:48) | Donauparkhalle, Wien |

| 20. März 1967 | Bulgarien Pancho Mihailov (13:59) Ilya Bachvarov (23:20) Pavel Lesev (50:40) | 3:2 (1:0, 1:1, 1:1) | Frankreich Jean-Claude Eymard (33:48) Alain Bozon (41:01) | Donauparkhalle, Wien |

| 22. März 1967 | Japan Kiyotaka Kaneiri (9:34) Kenji Toriyabe (11:10) Takao Hikigi (20:17) Hideaki Kurokawa (37:18) Kenji Toriyabe (38:38) Kazuo Matsuda (43:50) Isao Asai (49:33) Hideaki Kurokawa (51:40) | 8:2 (2:0, 3:1, 3:1) | Bulgarien I. Bachvarov (35:11) Topalski (44:08) | Donauparkhalle, Wien |

| 23. März 1967 | Frankreich Michel Caux (7:06) Alain Bozon (7:34, 11:22) Gilbert Itzicsohn (11:46) Jean-Claude Guennelon (14:48) Alain Mazza (18:19) Gérard Faucomprez (45:08) Philippe Lacarrière (50:30) Gilbert Itzicsohn (51:47) Michel Caux (54:41) Alain Mazza (56:07) Jean-Claude Eymard (59:33) | 12:6 (6:1,0:4,6:1) | Niederlande Wil Ooms (10:44) Ruud Bakker (22:53) Wil Ooms (24:10) Joe Simons (31:40) Wil Ooms (32:39) Cyriel van Dijk (45:20) | Donauparkhalle, Wien |

| 23. März 1967 | Dänemark Kjeld Bjerrum (27:04) Flemming Borch (35:59) Mick Gautier (49:59) Mogens Søndergaard (51:11) Ole Hamann (51:43) | 5:2 (0:0, 2:1, 3:1) | Frankreich Philippe Lacarrière (34:06) Alain Bozon (54:12) | Donauparkhalle, Wien |

| 26. März 1967 | Dänemark Carl Christian Høybye (2:11) Niels Schack (14:08) Kjeld Bjerrum (19:22) Niels Schack (23:19) Mogens Søndergaard (31:13) Anders Petersen (45:50) Carl Christian Høybye (49:04) Kjeld Bjerrum (52:55) | 8:9 (3:3, 2:2, 3:4) | Niederlande Joe Simons (7:10) Ruud Bakker (19:13) Ron Gentis (19:58) Joe Simons (21:16) Ruud Bakker (37:11) Wil Ooms (40:15) Joe Simons (43:37) Ruud Bakker (44:16) Joe Simons (45:51) | Donauparkhalle, Wien |

| 26. März 1967 | Japan Takao Hikigi (10:55) Kazuo Matsuda (24:19) Hideaki Kurokawa (25:07, 25:14) Kiyotaka Kaneiri (28:20) Koji Iwamoto (48:10) Toru Okajima (48:58) | 7:2 (1:0, 3:1, 3:1) | Frankreich Gilbert Lèpre (22:39) Gérard Faucomprez (33:45) | Donauparkhalle, Wien |

| 27. März 1967 | Dänemark Mick Gautier (27:06) Frank Johansen (34:36) Ole Hamann (54:26) Kjeld Bjerrum (59:35) | 4:2 (0:0, 2:1, 2:1) | Bulgarien Ilya Bachvarov (29:31) Pancho Mihailov (46:55) | Donauparkhalle, Wien |

| 28. März 1967 | Japan Takao Hikigi (4:48) Masahiro Sato (6:03) Takao Hikigi (13:08) Hideaki Kurokawa (18.45) Toru Okajima (21:13) Kiyotaka Kaneiri (28:40) Kazuo Matsuda (28:58) Hideaki Kurokawa (30:28) Yutaka Ebina (31:46) Tadamasa Ito (35:14) Toru Okajima (38:04, 41:15) Hideaki Kurokawa (45:07, 45:26) Yutaka Ebina (47:26) Kenji Toriyabe (51:20) Tadamasa Ito (55:14) Toru Okajima (57:37) Kiyotaka Kaneiri (58:18) Masahiro Sato (59:58) | 20:2 (4:1, 7:1, 9:0) | Niederlande Ruud Bakker (6:31) Johan Manuel (34:09) | Donauparkhalle, Wien |

### Abschlusstabelle
| Pl. | Mannschaft  | Sp | S | U | N | Tore  | Diff. | Punkte |
| 1.  | Japan       | 4  | 4 | 0 | 0 | 46:8  | +38   | 8:0    |
| 2.  | Dänemark    | 4  | 2 | 0 | 2 | 19:24 | −5    | 4:4    |
| 3.  | Bulgarien   | 4  | 2 | 0 | 2 | 17:17 | 0     | 4:4    |
| 4.  | Frankreich  | 4  | 1 | 0 | 3 | 18:21 | −3    | 2:6    |
| 5.  | Niederlande | 4  | 1 | 0 | 3 | 20:50 | −30   | 2:6    |

### Auf- und Absteiger
| C-Weltmeister 1967:         | Japan                                                                    |
| Aufsteiger in die B-Gruppe: | keine (gültig für die WM 1969)                                           |
| Absteiger aus der B-Gruppe: | Ungarn (gültig für die WM 1969), Schweiz (gültig für die WM 1969)        |
| qualifiziert für Olympia:   | Japan (Platzierungsrunde), Frankreich (als Gastgeber, Platzierungsrunde) |

## Abschlussplatzierung und Kader der Mannschaften
| Platzierung    | Mannschaft       | Spieler |
| -------------- | ---------------- | --- |
| Goldmedaille   | UdSSR            | Tor: Wiktor Konowalenko, Wiktor Singer Verteidiger: Eduard Iwanow, Alexander Ragulin, Wiktor Kuskin, Witali Dawydow Angreifer: Oleg Saizew, Waleri Nikitin, Anatoli Firsow, Weniamin Alexandrow, Alexander Almetow, Boris Majorow, Wjatscheslaw Starschinow, Wiktor Jakuschew, Wladimir Wikulow, Wiktor Polupanow, Alexander Jakuschew, Wiktor Jaroslawzew Trainerstab: Arkadi Tschernyschow, Anatoli Tarassow                                                     |
| Silbermedaille | Schweden         | Tor: Leif Holmqvist, Kjell Svensson Verteidiger: Gert Blomé, Arne Carlsson, Nils Johansson, Eilert Määttä, Bert-Olov Nordlander, Roland Stoltz Angreifer: Folke Bengtsson, Leif Henriksson, Stig-Göran Johansson, Hans Lindberg, Lars-Göran Nilsson, Nils Nilsson, Björn Palmqvist, Ronald Pettersson, Ulf Sterner, Carl-Göran Öberg Trainer: Arne Strömberg |
| Bronzemedaille | Kanada           | Tor: Seth Martin, Wayne Stephenson Verteidiger: Carl Brewer, Paul Conlin, Gary Begg, Terry O’Malley, Barry McKenzie, Jack Bownass Angreifer: Marshall Johnston, Fran Huck, Morris Mott, Adolph Tambellini, Roger Bourbonnais, Ted Hargreaves, Bill MacMillan, Gary Dineen, Jean Cusson, Ray Cadieux Trainer: Jackie McLeod, Dave Bauer |
| 4.             | Tschechoslowakei | Tor: Vladimír Nadrchal, Jiří Holeček Verteidiger: Jan Suchý, František Tikal, Oldřich Machač, František Pospíšil, Ladislav Šmíd Angreifer: Jan Havel, Jozef Golonka, Jaroslav Jiřík, Jiří Kochta, Stanislav Prýl, Jaroslav Holík, Jiří Holík, Jan Hrbatý, Ivan Grandtner, Václav Nedomanský, Josef Černý, : Jaroslav Pitner |
| 5.             | USA              | Tor: Carl Wetzel, Tom Haugh Verteidiger: Donald Ross, Dave Metzen, Marty Howe, Herb Brooks, Robert Currie Angreifer: Craig Falkman, Leonhard Lilyholm, Marshall Tschida, Terry Casey, Gerry Melnychuk, Arthur Miller, Tom Hurley, Ronald Naslund, Doug Woog, John Cunniff Trainer: Murray Williamson |
| 6.             | Finnland         | Tor: Urpo Ylönen, Juhani Lahtinen Verteidiger: Kalevi Numminen, Pekka Marjamäki, Pekka Kuusisto, Ilkka Mesikämmen Angreifer: Matti Harju, Raimo Kilpiö, Matti Keinonen, Matti Reunamäki, Juhani Wahlsten, Esa Peltonen, Lasse Oksanen, Jorma Peltonen, Reijo Hakanen – Raimo Määttänen, Kari Johansson, Jorma Vehmanen Trainer : Gustav Bubník |
| 7.             | DDR              | Tor: Klaus Hirche1, Peter Kolbe3 Verteidigung: Dieter Voigt2, Helmut Novy1, Jürgen Schmutzler2, Manfred Buder1 Angreifer: Wolfgang Plotka2, Bernd Karrenbauer2 (2), Joachim Ziesche2 (3), Bernd Hiller2 (2), Peter Prusa2 (2), Lothar Fuchs3, Dieter Kraatzsch3 (2), Joachim Franke1, Bernd Poindl1, Rüdiger Noack1(1), Rainer Tudyka1, Erhard Braun3 (1) Trainer: Rudi Schmieder 1 – Dynamo Weißwasser, 2 – SC Dynamo Berlin, 3 – Vorwärts Crimmitschau           |
| 8.             | BR Deutschland   | Tor: Günter Knauss1, Hans-Joachim Schmengler2 Verteidigung: Horst Meindl1, Leonhard Waitl1, Horst Roes2, Rudolf Thanner1, Heinz Bader1 Angreifer: Peter Lax1 (3), Kurt Schloder3 (3), Josef Reif2 (1), Lorenz Funk4, Horst Ludwig (Krefelder EV) (2), Alois Schloder3, Bernd Kuhn1, Heinz Weisenbach1 (1), Willi Leitner4 (1), Gustav Hanig1, Helmut Klotz (SC Riessersee) Trainer: Ed Reigle 1 – EV Füssen, 2 – Düsseldorfer EG, 3 – EV Landshut, 4 – EC Bad Tölz |
| 9.             | Polen            | Tor: Walery Kosyl, Andrzej Tkacz Verteidigung: Hubert Sitko, Stanisław Fryźlewicz, Robert Góralczyk, Ludvik Czachowski, Piotr Szlapa Angreifer: Andrzej Źurawski, Józef Stefaniak, Tadeusz Kilanowicz, Andrzej Fonfara, Sylwester Wilczek, Karol Fonfara, Wlodzimierz Komorski, Krisztow Białynicki-Birula, Józef Manowski, Eugeniusz Nowak Trainer: |
| 10.            | Rumänien         | Tor: Constantin Dumitraș, Iosef Sofian (kein Einsatz) Verteidigung: Ștefan Ionescu, Zoltan Czaka, Dezideriu Varga, Zoltan Făgăraș Angreifer: Tiberiu Popp, Iulius Szabo, Ștefan Texe, Geza Szabo, Ion Bașa, Anton Biró, Alexandru Calamar, Valentin Ștefanov, Aurel Moiș, Eduard Pană, Iulian Florescu Trainer: |
| 11.            | Norwegen         | Tor: Kåre Østensen, Jan-Erik Solberg (kein Einsatz) Verteidigung: Thor Martinsen, Odd Syversen, Bjørn Johansen, Terje Steen, Svein-Norman Hansen Angreifer: Terje Nyhaug, Arne Mikkelsen, Olav Dalsøren, Steinar Bjølbakk, Per-Skjærwen Olsen, Trygve Bergeid, Christian Petersen, Einar-Bruno Larsen, Per Holter, Svein Hågensen Trainer: |
| 12.            | Jugoslawien      | Tor: Anton Jože Gale, Rudi Knez Verteidigung: Franc-Rado Razinger, Ivo Rataj, Vlado Jug, Zvonko Mihajlovski, Ivo Jan Angreifer: Slavko Beravs, Stane Eržen, Viktor Tišler, Franc Smolej, Bogomir Jan, Boris Renaud, Janez Mlakar, Rudi Hiti, Roman Smolej, Viktor Ravnik Trainer: |
| 13.            | Italien          | Tor: Franco Viale, Roberto Gamper Verteidigung: Paolo Bernardi, Renato Brivio, Gianfranco da Rin (C), Giulio Verocai, Isidoro Alverà Angreifer: Renato de Toni, Ernesto Crotti, Werner Holzner, Alberto da Rin, Bruno Ghedina, Giovanni Mastel, Enrico Benedetti, Edmondo Rabanser, Hans Piccolruaz, Walter Piccolruaz, Giuseppe Lorenzi Trainer: Brian Whittal |
| 14.            | Österreich       | Tor: Karl Pregl, Franz Schilcher Verteidigung: Herman Knoll, Eduard Mössmer, Gerhard Felfernig, Gerd Schager Angreifer: Dieter Kalt, Josef Puschnig, Adolf Bachler, Fritz Wechselberger, Klaus Kirchbaumer, Josef Schwitzer, Walter Znenahlik, Walter König, Klaus Weingärtner, Horst Kakl, Josef Mössmer, Heinz Schupp Trainer: |
| 15.            | Schweiz          | Tor: Robert Meier, André Berthoud Verteidigung: Pierre Brun, Peter Kradolfer, Peter Aeschlimann, René Huguenin, Gaston Furrer Angreifer: Ueli Lüthi, Peter Lüthi, Heinz Lüthi, Walter Wittwer, Gerhard Wittwer, Claude Henry, Daniel Piller, Michel Turler, Bernard Giroud, Hans Keller, Sepp Weber Trainer: |
| 16.            | Ungarn           | Tor: Mátyás Vedres, János Balogh Verteidigung: János Ziegler, György Raffa, Koutny Lájos, Jószef Palotas Angreifer: Attila Balint, János Klink, Zoltan Horváth, Gábor Boróczi, Viktor Zsitva, János Pöth, Árpád Bánkuti, Peter Bikar, Dezsö Széles, János Palotas, Béla Zsitva Trainer: |
| 17.            | Japan            | Tor: Katsui Morishima, Toshimitsu Ohtsubo Verteidigung: Kenji Toriyabe, Takaaki Kaneiri, Isao Asai, Masahiro Sato, Akira Nakano Angreifer: Yasufumi Tanno, Hideaki Kurokawa, Takao Hikigi, Tadamasa Ito, Toru Okajima, Koji Iwamoto, Yutaka Ebina, Nobuhiro Araki, Takanori Suzuki, Kazuo Matsuda, Kiyotaka Kaneiri Trainer: |
| 18.            | Dänemark         | Tor: Hans Andreasen, Bent Hansen Verteidigung: Ib Maltesen, Flemming Borch, Per Hansen, Henning Møller, Jorgen Juul-Jensen Angreifer: Carl Christian Høybye, Erik Palsgaard, Henrik Fabricius, Ole Hamann, Niels Schack, Kjeld Bjerrum, Mick Gautier, Anders Petersen, Mogens Søndergaard, Frank Johansen Trainer: |
| 19.            | Bulgarien        | Tor: Andrey Kirilov, Atanas Iliew Verteidigung: Stefan Chumakov, Joncho Jonchev, Dimitar Lazarov, Anton Dimitrov, Nedko Nikolov, Georgi Iliew Angreifer: Nedko Nedjalkov, Ilya Bachvarov, Zheljasko Botev, Pancho Mihailov, Bozhidar Dimov, Peter Topalski, Kiril Gerassimow, Iwajlo Kalew, Pavel Lesev Trainer: |
| 20.            | Frankreich       | Tor: Bernard Deschamps, Jean-Claude Sozzi Verteidigung: Philippe Lacarrière, Jean Paupardin, Raymond Gillaz, Claude Dufour, René Blanchard Angreifer: Gilbert Lèpre, Michel Caux, Gilbert Itzicsohn, Jean-Claude Guennelon, Gérard Faucomprez, Alain Bozon, Jean-Claude Eymard, Alain Mazza, Patrice Pourtanel, Jean Claude Laplassotte Trainer: |
| 21.            | Niederlande      | Tor: Fred de Witt, Tony van Esch Verteidigung: Arie Klein, Wil Ooms, Wil van Dommelen, Cyriel van Dijk, Ben Roomer Angreifer: Johan Manuel, Joe Simons, Ron Gentis, Tony de Groot, Leo van Dijk, Ruud Bakker, Hans Christiaans, Rob van Oel Trainer: |